# Alastor sulcifer
Alastor sulcifer är en stekelart som beskrevs av Giordani Soika 1934. Alastor sulcifer ingår i släktet Alastor och familjen Eumenidae. Inga underarter finns listade i Catalogue of Life.